# Johan Frederik Wilhelm Veeren

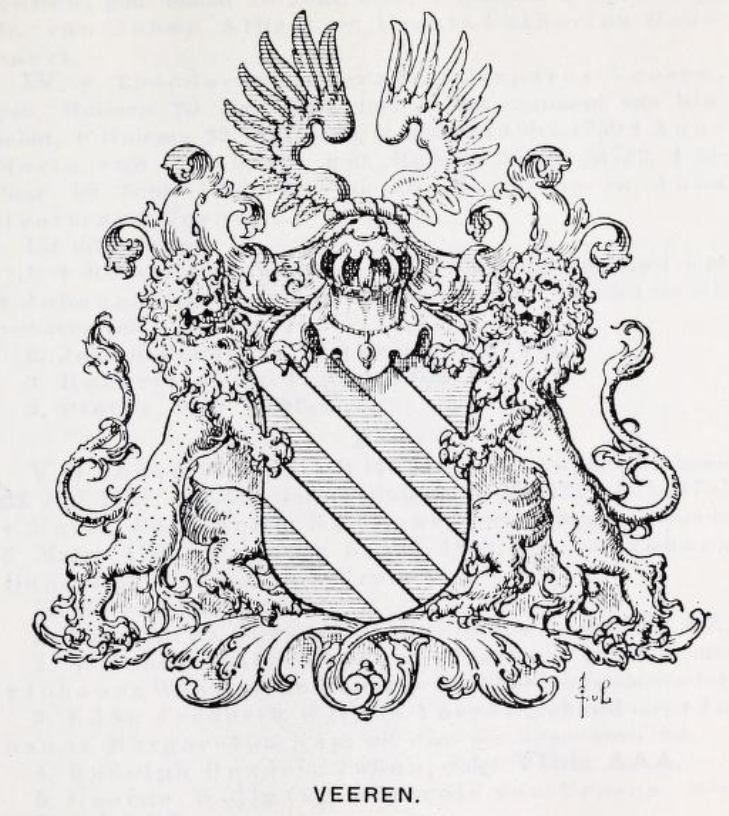
Familienwappen Veeren (1911)

Johan Frederik Wilhelm Veeren (* 23. Juli 1761 in Huissen; † 13. Mai 1821 ebenda) war ein niederländischer Oberstleutnant zur Zeit der Koalitionskriege.

## Herkunft
Die Familie stammt ursprünglich aus dem Achterhoek und Rheden. Johan Frederik Wilhelm war ein Sohn des Theodorus Coenradus Casparus Veeren (1720–1786), Leutnant a. D. des Regiments van Kinschot, und der Anna Maria van Himberg.
Ein Bruder war Hendrik Arnold Veeren (* 13. Oktober 1770 in Huissen; † 12. November 1821 ebenda) 1783 Regiment van Pabst/Von Wartensleben; 1808 Kapitän im 3. Infanterieregiment; 1810 im 124. Linien-Infanterieregiment, Ruhestand 1. November 1814. Sein Neffe Theodorus Johan Rabo Veeren (* 1786 Nijmegen, † 1812 Kovno) diente auch im 124. als Leutnant.
Er war Enkel des Roedolf Arnold Veeren (1685–1735), Leutnant und Bürgermeister von Huissen, und Urenkel des Juristen Bernard Veeren (* ca. 1640; † 4. Juli 1688) Bürgermeister von Huissen 1682–1688. Sein Großonkel war der Fähnrich Bernard Veeren (* 5. September 1688; † 11. Juli 1708 in der Schlacht bei Oudenaarde).

## Laufbahn

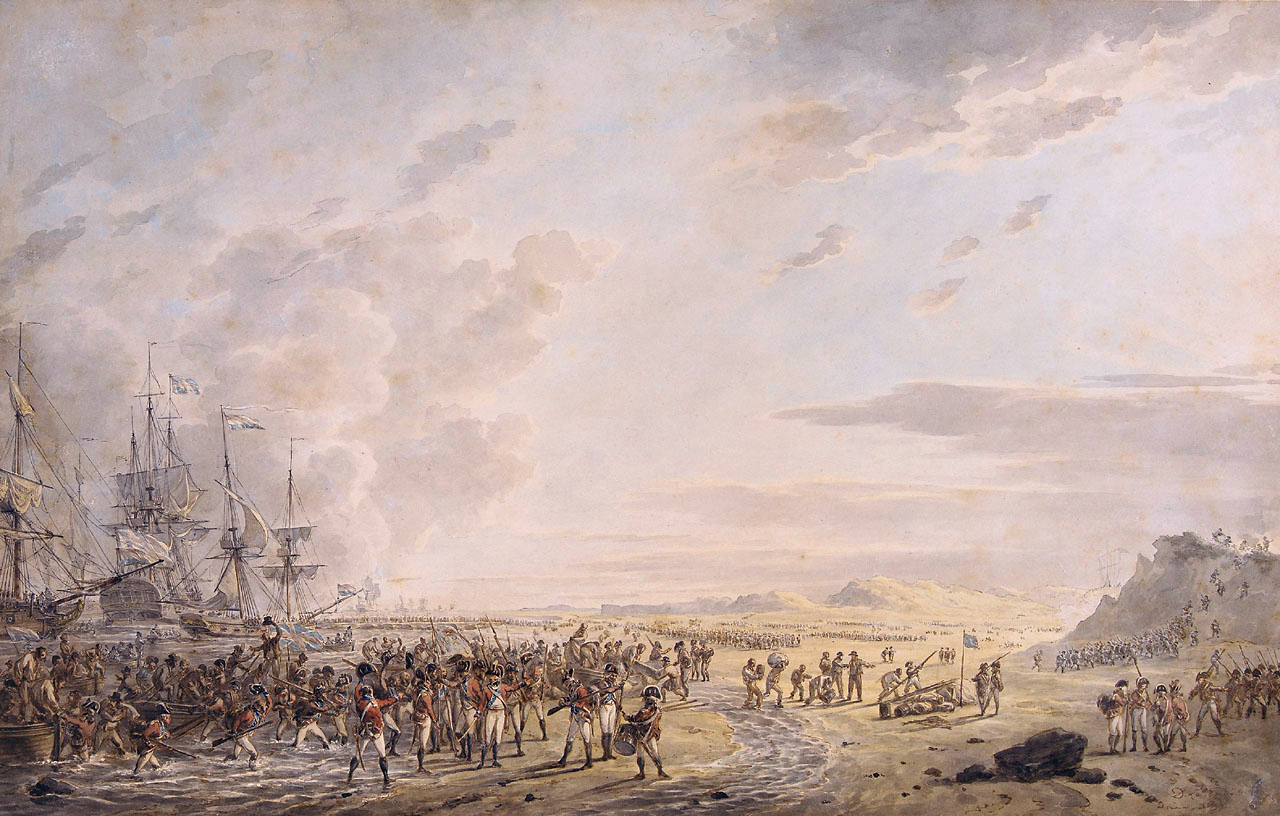
Landung englischer Truppen in Callantsoog, Nordholland am 27. August 1799

Johan Frederik Wilhelm begann seine Militärkarriere am 4. April 1776 als Kadett im Regiment von Sommelsdijk, später von Pabst, wurde im September 1780 Fähnrich und am 1. Juli 1787 Leutnant in selbigem Regiment. Er wurde am 2. November 1787 im Zuge der der Streitigkeiten mit den Patriotten nach der preußischen Intervention außer Dienst gesetzt, aber zu Zeiten der Batavischen Republik reaktiviert, und war am 8. Juli 1795 Kapitän des 2. Halbbataillons der 1. Halbbrigade. Am 10. Juli 1804 wurde er in den Ruhestand versetzt, aber am 2. März 1807 wieder als Kapitän im 9. Linien-Infanterieregiment eingesetzt. Er trat am 7. Dezember 1807 in das Veteranenkorps und wurde am 13. Dezember 1810 pensioniert. König Wilhelm I. verlieh ihm am 1. Januar 1815 den Rang eines Oberstleutnants.
Er hatte an mehreren Feldzügen teilgenommen: 1780 an der Küste Hollands gegen England, 1784 gegen die Österreichische Niederlande, 1794 gegen Frankreich, 1796 in Deutschland, 1797–1799 gegen Britische und Russische Invasionstruppen in Nord-Holland, und 1807 in Deutschland.

## Familie

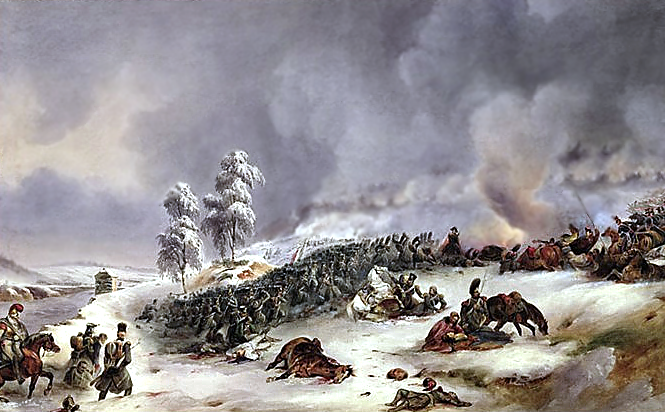
Das 33. Regiment im Karree unweit Krasnoi. Gemälde von Jean Antoine Simeon Fort

Er heiratete Anna Maria Petronella Ramdohr (* 5. März 1767 in Bergen op Zoom; † 6. Mai 1859 in Arnhem), die Tochter des chirurgijn-majoor Johann Daniel Ramdohr  und der Anna Maria Pronck.
Aus dieser Ehe gingen zwei Töchter und fünf Söhne hervor, darunter die Offiziere
- Theodorus Coenradus Casparus Veeren (* 24. März 1790 in Borculo; † 8. März 1847 in Arnhem)[3]; Kadett 1799, Leutnant 1806/1809, Major und Kapitän im 3. Bataillon des 33. leichten Infanterieregiments 1810, September 1812 in Smolensk, Moskau und Bolschije Wjasjomy.[4] Er ist einer der Wenigen des Regiments, der nicht gefallen oder gefangen genommen wurde am 17. November 1812 bei Krasnoi.[5] Er wurde verwundet beim Überqueren der Beresina; 1813 in Kulm,[6] Küstrin, Februar 1813  Primkenau, Mai Bautzen, Erfurt, April 1814 in Hamburg, Juni 1815 verwundet als Major einer Flanqueur-Kompanie in der Schlacht bei Waterloo, anschließend Ruhestand, aber 1827 Milizkommissar, 1830 Oberstleutnant der 2. Division der Gelderländer Miliz, Oberst während Tiendaagse Veldtocht und seit 1840 Stadtrat in Arnhem.[7]
- Johan (Jan) Rabo Bernard Veeren (* 22. September 1795 in Geesteren; † 8. Oktober 1870  in Twello); 1812 als Kapitän der Infanterie Kriegsgefangene bei Krasnoi; 1824 Secondeleutnant Nationale Infanterie, Brügge;[8] 1825 Leutnant.
- Johan Frederik Wilhelm Veeren (* Lochem 21. Oktober 1800; † Köln 11 November 1856) Kapitän 10. Regiment der Infanterie in Groningen.[9]
- Rudolph Hendrik Johan Veeren (* 24. Juli 1803 in Huissen; † 23. April 1861); 1825 Secondeleutnant 13. Infanterie-Division, im Februar 1831 an das 2. Bataillon Jagers überwiesen, Oktober 1843 im Regiment Grenadiers en Jagers, am 7. April 1848 Kapitän 3. Klasse in diesem Regiment, 7. September 1848 Kapitän 1. Inf.-Regiment, ab September 1851 im Ruhestand. Ab 5. Dezember 1853 Bürgermeister von Zuilen.
- George Wolfgang François van Veeren (* 25. Oktober 1809 in Muiden; † 14. November 1877 in Arnhem), Premierleutnant der Infanterie.